# Paklova
Paklova es una localidad situada en el municipio de Setomaa, en el condado de Võru, Estonia. Según el censo de 2021, la zona está despoblada.